# 馬康斯 (明尼蘇達州)
馬康斯（英語：Mahkonce）是位於美國明尼蘇達州馬諾門縣克洛弗鎮區及特溫萊克斯鎮區的一個非建制地區。

## 地理
馬康斯所處的海拔為高於海平面462米（即1516英呎），而該地所採用的時區為UTC-6，即北美中部時區（CST）。同時該地設有夏令時間，為UTC-6調快一小時，即UTC-5（CDT）。